# Euphorbia pseudocactus
Euphorbia pseudocactus là một loài thực vật có hoa trong họ Đại kích. Loài này được A.Berger mô tả khoa học đầu tiên năm 1907 publ. 1906.

## Hình ảnh

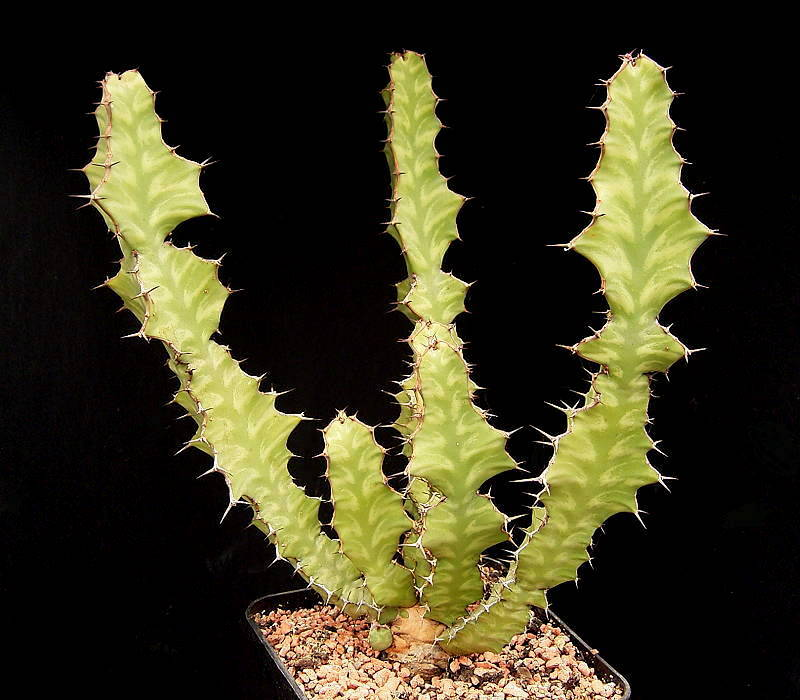
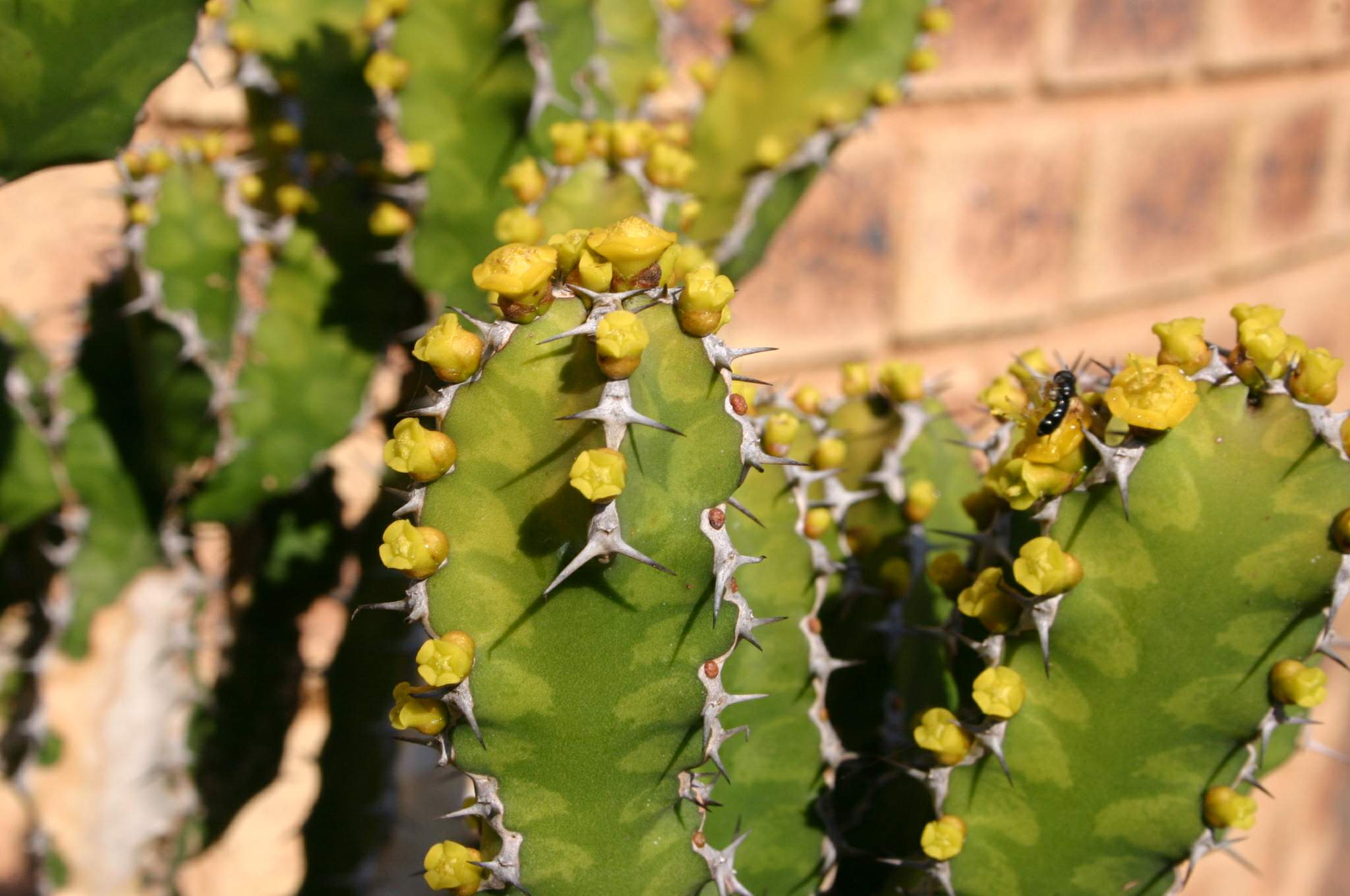
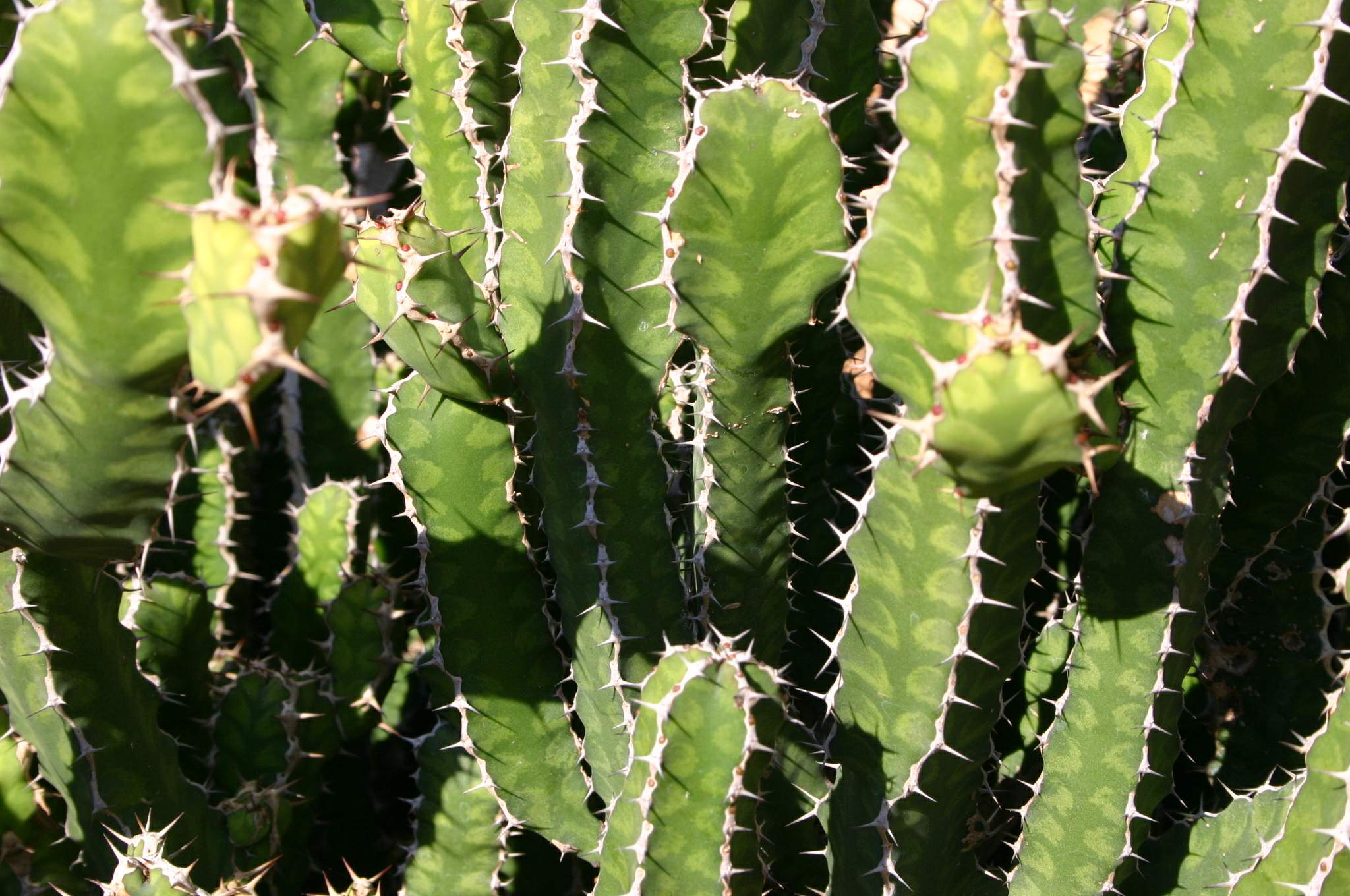
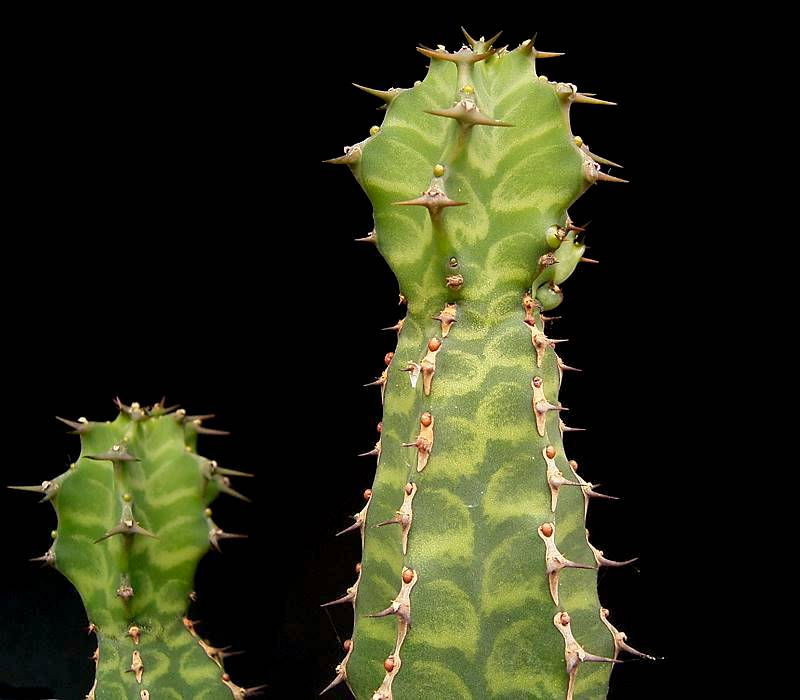